# غول بديري (حبيل جبر)

تعديل مصدري - تعديل

غول بديري هي إحدى قرى عزلة حبيل جبر بمديرية حبيل جبر التابعة لمحافظة لحج، بلغ تعداد سكانها 27 نسمة حسب تعداد اليمن لعام 2004.